# Ганс Новак
Ганс Новак (нім. Hans Nowak, 9 серпня 1937, Гельзенкірхен — 19 липня 2012) — західнонімецький футболіст, що грав на позиції захисника.
Виступав, зокрема, за клуби «Шальке 04» та «Баварія», а також національну збірну ФРН.

## Клубна кар'єра
Новак починав кар'єру в гельзенкірхенському «Айнтрахті», де він був нападником. За два роки він зіграв за цю команду в 42 матчах другої ліги західної Німеччини, забивши 16 голів.
Влітку 1958 року Новак перейшов в «Шальке 04», де через деякий час перекваліфікувався в захисника. За перші п'ять сезонів у стані «кобальтових» Ганс зіграв в 98 матчах Оберліги, на той момент вищого дивізіону країни, забивши 24 голи. З 1963 року став виступати у новоствореній Бундеслізі, але після провального сезону 1964/65, коли клуб став останнім, Новак перейшов в «Баварію». Всього за «Шальке» він провів 47 матчів в Бундеслізі, забивши 3 голи.
За мюнхенську команду Новак через травми зіграв у чемпіонаті за три сезони всього 37 матчів, забивши 4 голи. Однак разом з «Баварією» Ганс виграв два Кубка ФРН в 1966 і 1967 роках, а також Кубок володарів кубків УЄФА в 1967 році.
Завершив професійну ігрову кар'єру у клубі «Кікерс» (Оффенбах), за який виступав у сезоні 1968/69, але не зміг допомогти клубу уникнути вильоту у Другу Бундеслігу і вирішив завершити кар'єру. Матч проти дортмундської «Боруссії» у 34-му турі, який відбувся 7 червня 1969 року, став для Новака останнім в кар'єрі.

## Виступи за збірну
20 вересня 1961 року дебютував в офіційних іграх у складі національної збірної Німеччини в матчі проти збірної Данії (5:1).
У складі збірної був учасником чемпіонату світу 1962 року у Чилі, де зіграв у всіх чотирьох матчах.
Останній матч за збірну Новак провів 4 листопада 1964 року в Берліні проти збірної Швеції (1:1). Всього протягом кар'єри у національній команді, яка тривала 4 роки, провів у формі головної команди країни 15 матчів.

## Подальше життя
Після виходу на пенсію Новак тренував німецькі аматорські клуби «Гохштадт» і «Герцогенаурах». Пізніше він працював у компанії Puma у м. Герцогенаурах, де він був директором з громадських зв'язків. Після уходу з Puma AG в 1991 році він працював у «Баварії» (Мюнхені) у сфері мерчендайзингу.
Помер 19 липня 2012 року на 75-му році життя.

## Досягнення
- Володар Кубка ФРН (2): 1966, 1967
- Володар Кубка володарів кубків: 1967